# Rumfordsoppa

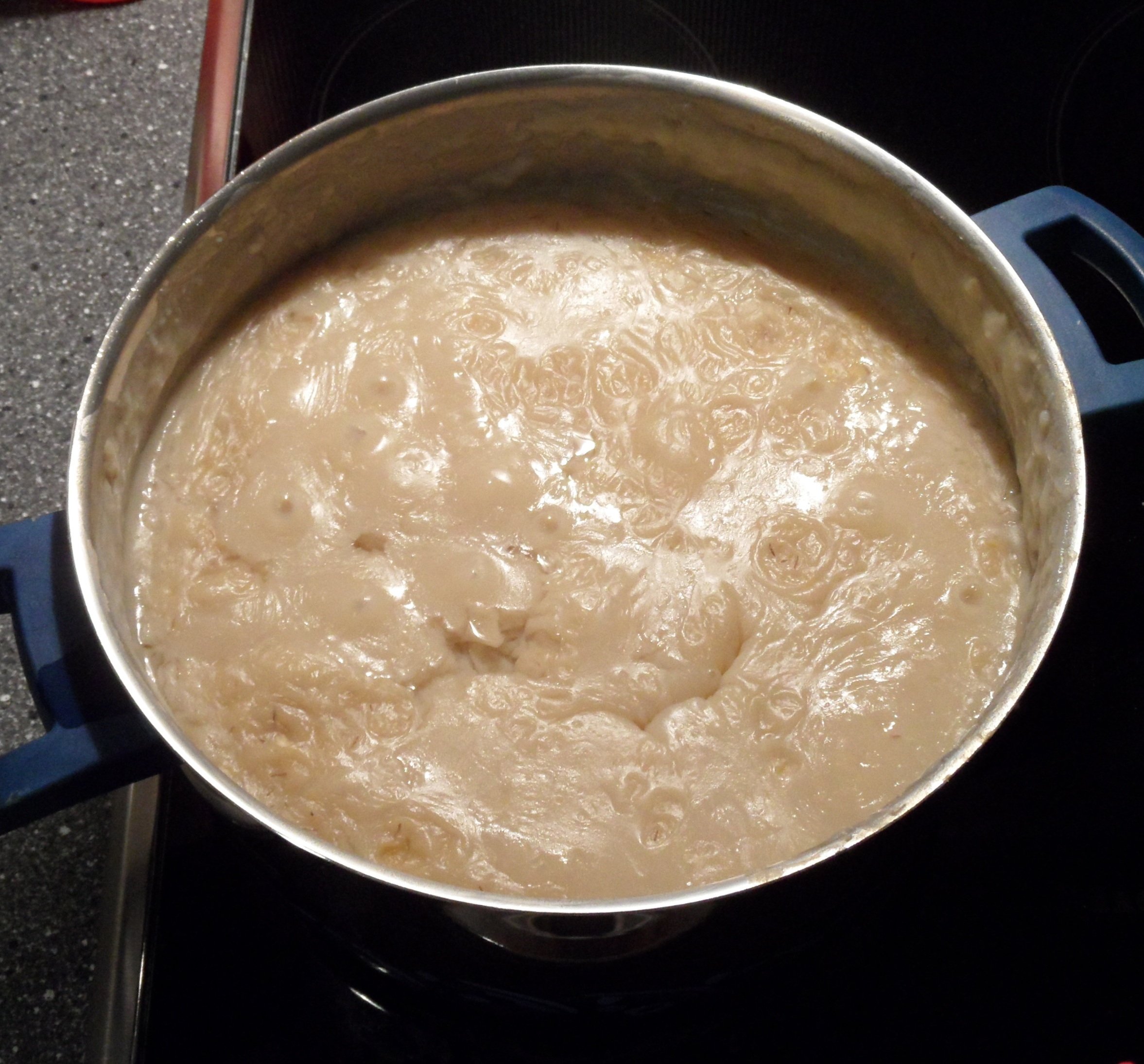
Rumfordsoppa

Rumfordsoppa är en maträtt i fattigbespisningen som enligt tysk förebild år 1800 introducerades i Sverige.
Under åren 1799 och 1800 fick Sverige ett mycket dåligt skördeutfall. Detta ledde till att en mängd svältande sökte sig till storstäderna för att söka arbete. I det akuta läget skrev provinsialläkaren Carl Magnus Blom till Kungliga Patriotiska Sällskapet och meddelade att han i en tysk medicinsk tidskrift hade läst om en soppa som greve Rumford hade föreslagit för bespisning i armén, vid hospital och för fattiga. Förslagsställaren var Benjamin Thompson, från 1792 greve Rumford. Han var en aktiv militär på den engelska sidan i det Amerikanska frihetskriget varefter han gick i bayersk tjänst 1784 till 1795 då han i praktiken styrde Bayern enväldigt. Där genomförde han en mängd reformer på olika områden och en av dem var fattigbespisning genom allmänna soppkök.
Bloms brev trycktes år 1800 i sällskapets tidskrift. Soppan som bestod mest av potatis och ärter hade fått en riklig användning i flera tyska städer som München, Leipzig och Hamburg medan den engelska versionen hade förstärkts med kött. Blom publicerade 1801 en Kokbok för fattige där två sillar hade lagts till den ursprungliga versionen och potatisen hade ersatts med vetemjöl. Patriotiska sällskapet gjorde upp ett rundbrev till alla landshövdingar med rekommendation om att ta soppan i bruk. För 50 personer skulle man använda 1,5 kg kornmjöl eller korngryn, 1,25 kg ärter, 4,25 kg potatis, 0,4 kg salt, 1,7 kg bröd, 2 sillar, 15 gram peppar, 3,6 dl ölättika samt lök och persilja. Till detta kom 30 liter vatten. Efter årstiden kunde vissa ingredienser bytas ut. Rundbrevet fick omedelbara effekter men dock mest i städerna. Soppan fick ett ganska dåligt rykte. Det nya med Rumfordsoppan var dock att den användes i massbespisning inom fattigförsörjningen och de offentliga soppköken blev en institution som skulle komma att bestå långt in i framtiden.